# Campionati canadesi di sci alpino 1996
I Campionati canadesi di sci alpino 1996 si svolsero a Le Relais, a Mont-Sainte-Anne e a Stoneham dal 16 al 23 marzo. Il programma includeva gare di discesa libera, supergigante, slalom gigante e slalom speciale, sia maschili sia femminili, ma i supergiganti sono stati annullati.
Trattandosi di competizioni valide anche ai fini del punteggio FIS, vi parteciparono anche sciatori di altre federazioni, senza che questo consentisse loro di concorrere al titolo nazionale canadese.

## Risultati

### Uomini

#### Discesa libera
| Pos. | Atleta           | Nazione | Tempo   |
| ---- | ---------------- | ------- | ------- |
| 1    | Ed Podivinsky    | Canada  | 1:05,56 |
| 2    | Kevin Wert       | Canada  | 1:06,12 |
| 3    | Brian Stemmle    | Canada  | 1:06,23 |
| 4    | Graydon Oldfield | Canada  | 1:06,42 |
| 5    | Rob Boyd         | Canada  | 1:06,51 |
| 6    | Luke Sauder      | Canada  | 1:06,62 |
| 6    | Ralf Socher      | Canada  | 1:06,62 |
| 8    | Cary Mullen      | Canada  | 1:06,96 |
| 9    | Jeff Durand      | Canada  | 1:07,20 |
| 10   | Darren Thorburn  | Canada  | 1:07,21 |

Località: Mont-Sainte-Anne

Data: 23 marzo

#### Slalom gigante
| Pos. | Atleta         | Nazione     | Tempo   |
| ---- | -------------- | ----------- | ------- |
| 1    | Thomas Grandi  | Canada      | 1:57,36 |
| 2    | Cary Mullen    | Canada      | 1:57,64 |
| 3    | Chris Puckett  | Stati Uniti | 1:57,67 |
| 4    | Kenta Uraki    | Giappone    | 1:57,71 |
| 5    | Chad Mullen    | Canada      | 1:57,73 |
| 6    | Ed Podivinsky  | Canada      | 1:58,05 |
| 7    | Ryan Oughtred  | Canada      | 1:58,37 |
| 8    | Vincent Lavoie | Canada      | 1:58,72 |
| 9    | Casey Puckett  | Stati Uniti | 1:58,78 |
| 10   | Zachary Crist  | Stati Uniti | 1:59,41 |

Località: Stoneham

Data: 17 marzo

#### Slalom speciale
| Pos. | Atleta               | Nazione     | Tempo   |
| ---- | -------------------- | ----------- | ------- |
| 1    | Stanley Hayer        | Canada      | 1:48,92 |
| 2    | Casey Puckett        | Stati Uniti | 1:49,71 |
| 3    | Éric Villiard        | Canada      | 1:50,39 |
| 4    | Chad Wolk            | Stati Uniti | 1:51,08 |
| 5    | Gabriel Thibault     | Canada      | 1:51,28 |
| 6    | Ed Podivinsky        | Canada      | 1:51,38 |
| 7    | Martin Tichý         | Rep. Ceca   | 1:51,67 |
| 8    | Jōji Kawaguchi       | Giappone    | 1:51,71 |
| 9    | Kenta Uraki          | Giappone    | 1:52,10 |
| 10   | Brandon Dyksterhouse | Stati Uniti | 1:52,49 |

Località: Le Relais

Data: 16 marzo

### Donne

#### Discesa libera
| Pos. | Atleta                | Nazione | Tempo   |
| ---- | --------------------- | ------- | ------- |
| 1    | Kate Pace             | Canada  | 1:07,68 |
| 2    | Mélanie Turgeon       | Canada  | 1:09,64 |
| 3    | Marie-Joëlle Clément  | Canada  | 1:10,09 |
| 4    | Jennifer Mickelson    | Canada  | 1:10,23 |
| 5    | Anne-Marie LeFrançois | Canada  | 1:10,57 |
| 6    | Anne-Marie St-Arnaud  | Canada  | 1:10,76 |
| 7    | Lindsey Roberts       | Canada  | 1:10,80 |
| 8    | Blais Lana Mullen     | Canada  | 1:10,90 |
| 9    | Catherine E. Lussier  | Canada  | 1:11,24 |
| 10   | Brigit Repas          | Canada  | 1:11,73 |

Località: Mont-Sainte-Anne

Data: 23 marzo

#### Slalom gigante
| Pos. | Atleta                | Nazione     | Tempo   |
| ---- | --------------------- | ----------- | ------- |
| 1    | Mélanie Turgeon       | Canada      | 2:07,11 |
| 2    | Catherine E. Lussier  | Canada      | 2:07,38 |
| 3    | Edith Rozsa           | Canada      | 2:07,55 |
| 4    | Anne-Marie St-Arnaud  | Canada      | 2:07,79 |
| 5    | Shaina Mulkern        | Stati Uniti | 2:07,80 |
| 6    | Anne-Marie LeFrançois | Canada      | 2:08,03 |
| 7    | Marie-Joëlle Clément  | Canada      | 2:08,16 |
| 8    | Geneviève Simard      | Canada      | 2:08,66 |
| 9    | Allison Forsyth       | Canada      | 2:08,72 |
| 9    | Lindsey Roberts       | Canada      | 2:08,72 |

Località: Stoneham

Data: 17 marzo

#### Slalom speciale
| Pos. | Atleta                | Nazione     | Tempo   |
| ---- | --------------------- | ----------- | ------- |
| 1    | Mélanie Turgeon       | Canada      | 1:21,90 |
| 2    | Shaina Mulkern        | Stati Uniti | 1:22,14 |
| 3    | Marie-Joëlle Clément  | Canada      | 1:22,23 |
| 4    | Kateřina Tichý        | Rep. Ceca   | 1:22,76 |
| 5    | Jennifer Mickelson    | Canada      | 1:23,29 |
| 6    | Edith Rozsa           | Canada      | 1:23,36 |
| 7    | Anne-Marie LeFrançois | Canada      | 1:23,70 |
| 8    | Sarah Schleper        | Stati Uniti | 1:23,95 |
| 9    | Alexandra Krebs       | Stati Uniti | 1:24,21 |
| 10   | Aimee Mulkern         | Stati Uniti | 1:24,80 |

Località: Le Relais

Data: 16 marzo